# 伊凡·汗
伊凡·汗（英語：Irfan Khan，1982年5月5日—）是一名來自巴基斯坦的男歌手，主要演唱普什图语（Pashto）音樂。她的作品包括流行歌曲及民俗音樂。2010年，他和巴國和名女歌手哈迪卡·奇亞尼合唱的普什图语歌曲「Janan」。此作品成為當時全國最流行的歌曲之一及奇亞尼職業生涯中最受歡迎的作品，甚至受到美國洛杉磯時報的報導。